# Jean-François Brémond
Pour les articles homonymes, voir Brémond.
Jean François Brémond, né le mercredi 9 septembre 1807 à Paris et mort dans la même ville le lundi 2 mars 1868, est un peintre d'histoire français.

## Biographie
Jean François Brémond est le fils de Jean-Baptiste Brémond et de Thérèse Roussillon.
Élève d'Ingres et d'Auguste Couder, il expose régulièrement au Salon de Paris de 1831 à 1867, où on lui décerne une médaille de 2e classe en 1833.
De son mariage avec Anne Tascheret (1802-1842) naît sa fille Amélie Cornélie Brémond (1831-1856), également artiste peintre.
De la relation qu'il entretient avec Louise Pauline Vaillant, séparée de son mari, naît en 1858 le peintre et graveur Jean-Louis Brémond.
Il est aussi un des maîtres d'Albert Besnard, né du mariage de sa maîtresse Louise Pauline Vaillant. 
Jean-François Brémond reçoit le grade de chevalier de la Légion d'honneur en 1855.[réf. souhaitée]
Son décès est déclaré à la mairie par l'architecte Victor Baltard.

## Œuvre
À côté de ses portraits peints avec aisance et élégance dans une palette sobre, il exécute des sujets historiques ou religieux et réalise des compositions murales pour des églises, notamment celle de Saint-Jacques-Saint-Christophe de la Villette. Il participe également à la décoration de l'église Saint-Lambert de Vaugirard et à celle de Saint-Laurent.
- Mort de deux hommes, musée de Remiremont
- Portrait de Nicolas Lescornel (sculpteur), musée de Langres
- Portraits du Lieutenant général Étienne Tardif de Pommeroux de Bordesoulle, École Polytechnique et musée de l'Armée aux Invalides

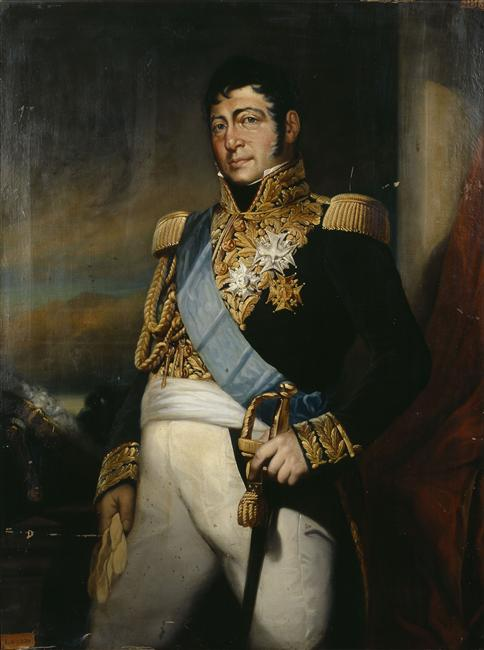
J.F. Brémond : le général de Bordessoule.

- Allégories de la Musique et de l'Architecture, trumeaux pour la villa de Victor Baltard.